# Burg Franchimont
Die Ruine der Burg Franchimont (französisch Château de Franchimont) steht auf einem Felsvorsprung in den Ardennen im Gemeindegebiet der Stadt Theux etwa acht Kilometer von Spa entfernt.

## Geschichte
Franchimont ist der Name einer ehemaligen Festung und bis zur Lütticher Revolution einer Markgrafschaft im Hochstift Lüttich. Den Ursprung der Burganlage bildete ein Bau aus dem 11. bis 12. Jahrhundert, der durch eine große Schutzmauer zu Beginn des 16. Jahrhunderts ergänzt wurde. Die erste schriftliche Erwähnung datiert auf das Jahr 1156 aus der Zeit Bischofs Heinrich II. von Lüttich.

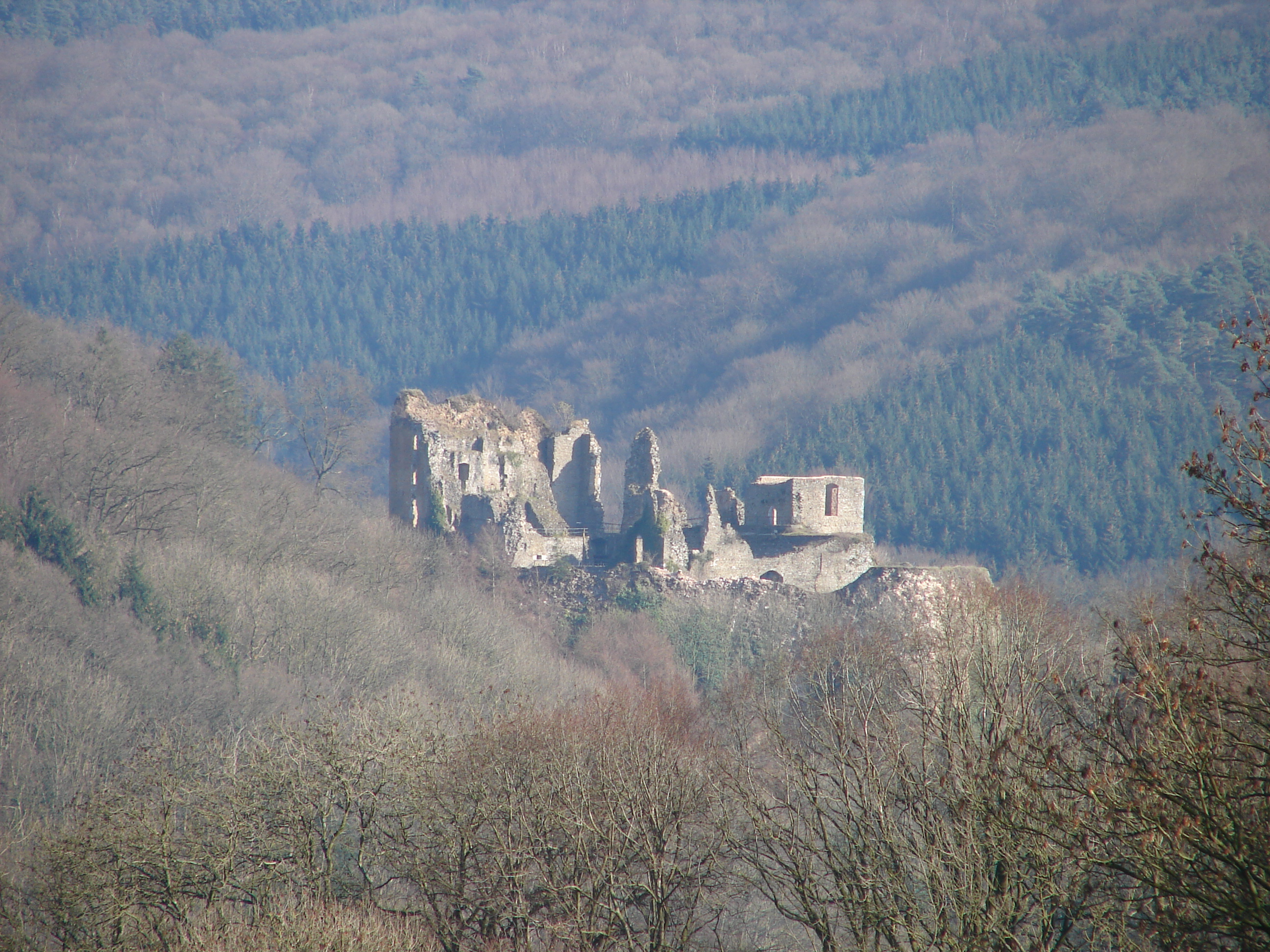
Blick vom Mont Theux auf die Ruine

Aus älterer Zeit, dem 6. und 7. Jahrhundert, stammen fränkische Bestattungen und Grabbauten auf einem dem heutigen Ort benachbarten Hügel.
Um 1650 wurde die Burg demilitarisiert, da sie durch die inzwischen entwickelte Artillerie-Technik von den benachbarten Hügeln angreifbar war. Danach diente sie meist als Gefängnis, aber auch als Sommerwohnsitz von Adeligen. 1676 befahl Ludwig XIV. die Zerstörung, doch wurde sie nur teilweise durchgeführt. Im folgenden Jahrhundert wurde die Burg wegen ihrer Besonderheiten von einigen gekrönten Häuptern besucht. Seit 1967 gehört sie einer gemeinnützigen Stiftung, die Restaurierungs- und Unterhaltsarbeiten durchführt und Ausgrabungen im Umfeld der Burg tätigen lässt.
Heute ist Franchimont ein touristisches Ausflugsziel, mit einer Eisenbahnhaltestelle an der Bahnstrecke Verviers–Spa-Géronstère.